# سین بی کرول
شان بی کرول (انگلیسی: Sean B. Carroll؛ زادهٔ ۱۷ سپتامبر ۱۹۶۰) یک دانشمند اهل ایالات متحده آمریکا است. وی همچنین برنده جوایزی همچون مدال بنجامین فرانکلین (مؤسسه فرانکلین) شده‌است.